# Saldula opiparia
Saldula opiparia är en insektsart som beskrevs av Drake och Hottes 1955. Saldula opiparia ingår i släktet Saldula och familjen strandskinnbaggar. Inga underarter finns listade i Catalogue of Life.